# Rosa soulieana
Rosa soulieana — вид рослин з родини трояндових (Rosaceae); ендемік Китаю.

## Опис
Це кущ 2–4 метри заввишки. Гілочки розлогі, зазвичай зелені, циліндричні, часто вигнуті, голі; колючки розсіяні, прямі або злегка зігнуті, плоскі, поступово звужуються до жорсткої основи. Листки включно з ніжками 3–8 см; прилистки в основному прилягають до ніжки, вільні частини дуже короткі, трикутні, іноді залозисті, край цілий, верхівка гостра; остови й ніжки рідко коротко колючі, голі або мало запушені; листочків (5)7(9), еліптичні або обернено-яйцеподібні, 1–3 × 0.7–2 см, знизу голі або дрібно запушені, зверху голі, з увігнутою серединкою, основа округлена або широко клиноподібна, край притиснуто пилчастий, біля основи часто цілий, верхівка округло-тупа, гостра або усічена. Квіти численні, 3–5 см у діаметрі, у щитку. Чашолистків 5, яйцюваті. Пелюсток 5, жовто-білі, обернено-яйцюваті, основа клиноподібна, верхівка виїмчаста. Цинародії спочатку оранжево-жовті, стаючи чорно-пурпурними, майже кулясті чи яйцюваті, приблизно 1 см у діаметрі, блискучі.

## Поширення
Ендемік Китаю: Тибет і південь Китаю. Населяє чагарники, схили, береги потоку, сільськогосподарські угіддя; зростає на висотах 2500–3700.